# Thomas Nicolay Fearnley
Thomas Nicolay Fearnley (9. april 1841 i Amsterdam - 17. maj 1927 i Oslo) var en norsk forretningsmand, søn af Thomas Fearnley.
Fearnley etablerede 1869 i Kristiania en skibsrederi- og skibsmæglerforretning, fra 1872 drevet under firma Fearnley & Eger, der efterhånden blev et af de ledende inden for Norges skibsrederibedrift. Fearnley forestod sammen med konsul Axel Heiberg og bryggeriejerne brødrene Ringnes udrustningen og en betydelig del af den økonomiske risiko ved Nansens polarhavekspedition 1893-96, ligesom en række andre videnskabelige og almennyttige foretagender ved århundredeskiftet 1900 er blevne støttede af ham. Fearnley har en årrække været medlem af Videnskabsselskabet i Kristiania og af det norske Geografiske Selskabs styre. Megen interesse og offervillie visede han lige over for sportslivets udvikling i Norge; han var således i 25 år formand for Christiania Skiklub. Fearnley var 1899-1905 hofjægermester hos Oscar II. Fearnley udtrådte sommeren 1921 af firmaet Fearnley & Eger; forretningen er senere fortsat af hans søn, Thomas Fearnley den yngre med skibsreder Dagfinn Paust som kompagnon. 1919 bortskænkede Fearnley og hans frue 900 000 kr. i godgørende øjemed.